# Gino Bacci
Gino Bacci (Livorno, 25 dicembre 1936 – Monza, 29 ottobre 2017) è stato un giornalista e scrittore italiano, che si occupava principalmente di sport.

## Biografia
Nato a Livorno, per via della Seconda guerra mondiale dovette trasferirsi nella provincia di Pisa, dove iniziò a studiare. Tornò poi a Livorno, proseguendo gli studi; iscritto all'Ordine dei giornalisti nel 1961, cominciò a lavorare per Il Tirreno. Nel 1966 si trasferì a Torino, venendo assunto da Tuttosport; più avanti, della testata diverrà redattore capo. 
È anche stato opinionista in alcune trasmissioni RAI sul calcio e nel processo di Biscardi. Seguì, come inviato, i Mondiali di calcio da Germania Ovest 1974 a Stati Uniti 1994. Per Armenia è stato direttore della collana EcoSport; nel 1997 ha vinto il Premio "Valentini". Negli ultimi anni è stato frequentemente ospite a Qui studio a voi stadio, su Telelombardia, Antennatre e Top Calcio 24.
È morto il 29 ottobre 2017 dopo essere stato ricoverato in ospedale nelle settimane precedenti in seguito a un malore. L'allenatore toscano Massimiliano Allegri lo ha voluto ricordare su Twitter con il post: "Addio a Gino Bacci, pioniere del giornalismo sportivo, un vanto per la nostra Livorno".

## Opere
- Lippi. Un uomo in trincea, Milano, Armenia, 2003
- Moratti. Vita da Inter, Milano, Armenia, 2003
- Berlusconi, il Premier e il Mister, Milano, Armenia, 2004
- Livornesi. Un secolo di calcio amaranto, Salomone Belforte, 2004
- Storia del calcio italiano dalle origini ai giorni nostri, Milano, Armenia, 2006
- Principe azzurro, Milano, Armenia, 2006
- La lunga marcia, Milano, Armenia, 2007
- Il calcio dietro le quinte, Milano, Armenia, 2009
- Livornesi brava gente, Livorno, Erasmo, 2010
- I grandi di Livorno, Livorno, Debatte, 2013